# Lex Aelia Sentia
Lex Aelia Sentia – rzymska ustawa wydana w 4 roku n.e., która bardziej niż Lex Fufia Caninia ograniczała możliwość wyzwalania niewolników.
Dotyczyła ograniczeń wieku wyzwalanego i wyzwalającego. Niewolnika mającego mniej niż 30 lat nie wystarczało wyzwolić za pomocą manumissio vindicta przed urzędnikiem, trzeba było powołać specjalną komisję i podawać przyczyny wyzwolenia. Również wyzwalający mający mniej niż 20 lat mógł dokonać aktu wyzwolenia tylko przed komisją (consilium) i ze słusznej przyczyny (iusta causa). W Rzymie komisję stanowiło 5 senatorów i 5 ekwitów, na prowincji 20 recuperatorów (dosł. "odzyskiwaczy") będących rzymskimi obywatelami. Gaius (ks. I, 19) podaje, iż słuszną przyczyną było wyzwolenie własnego syna lub córki, rodzonego brata lub siostry, wychowanka lub nauczyciela, niewolnika, którego właściciel chce uczynić zarządcą, lub niewolnicy którą chce poślubić.
Ponadto niewolnicy niewyzwoleni przez manumissio vindicta otrzymywali status Latyna Juniańskiego.
Ustawa uznawała za peregrini dediticii wyzwoleńców, którzy, będąc jeszcze w stanie niewoli, zostali ukarani za ciężkie przestępstwo lub używani do walk cyrkowych (ich sytuacja w porównaniu ze zwykłymi dediticii była pogorszona przez zakaz osiedlania się w Rzymie i w promieniu 100 mil od niego pod rygorem powrotu do stanu niewoli). 
Rygory ustawy złagodził Justynian I Wielki pozostawiając z nich tylko zakaz wyzwoleń na szkodę wierzyciela (in fraudem creditorum) prowadzących do nadmiernego uszczuplenia zadłużonego majątku. 